# Dubrovniški grintavec
Dubrovniški grintavec  (znanstveno ime Centaurea ragusina) je hrvaški endemit iz družine nebinovk. Je strogo zaščiten.
Po prvem opisu Carla Linnéja naj bi vrsta izvirala z območja okrog Dubrovnika (prej Ragusa), od katerega vrsta dobi svoje znanstveno ime. Vendar je Roberto de Visiani zanikal širjenje po Dubrovniku. Linné je kot kraj najdbe zapisal Epidaurum, grško ime za Cavtat. To je lahko tudi razlog, da so poznejši botanični učbeniki navajali grški otok Kreta za lokaliteto, čeprav se tam vrsta ne pojavlja. Na ilustraciji v Curtis's Botanical Magazine (1800, pl. 493) je na primer imenovana Cretan Centaury – kretski grintavec.

## Opis
Je snežno-bele barve in pustega izgleda. Steblo je v zgornjem delu brez listov. Ovojni listi so bledo zeleni in belkasti z majhnimi rjavimi ali črnimi priveski. Cvetovi so žvepleno rumene barve. Plod je roška. Razmnožuje s semeni.

## Razširjenost in ekologija
Raste na dubrovniškem območju in na otokih: Mrkanu, Bobari, Dugem otoku, Kornatih, Čiovu, Šolti, Braču, Hvaru, Visu, Biševu, Brusniku, Svecu, Kamiku, Sušacu, Palagruži, Lastovu, Lokrumu in na Mljetu.
Raste v navpičnih razpokah karbonatnih obalnih klifov izpostavljenih na jug - jugozahod. Izjemoma raste tudi na skalah daleč od morja, na primer na otoku Hvaru pod vrhom sv. Nikolaja. V skladu z Zakonom o varstvu narave iz 1969 je zaščitena v vseh naravnih habitatih.
Primerek je shranjen tudi v najstarejšem znanem herbariju na Slovenskem - Herbarium Janez Krstnik Flysser, ki ga hranijo v Prirodoslovnem muzeju Slovenije.